# Société d'enrichissement du Tricastin
La Société d’Enrichissement du Tricastin, ou SET, créée en 2001, est une société spécialisée dans l'enrichissement de l'uranium. La forme juridique est une société par actions simplifiée . 
Créée pour exploiter l'usine Georges-Besse II d'enrichissement de l'uranium par centrifugation destinée à remplacer l'usine Georges-Besse d'enrichissement par diffusion gazeuse, la société est filiale de Orano Chimie-Enrichissement.

## Actionnaires
Orano, les actionnaires de la société holding de Orano DS,
à hauteur de 10 %, sont GDF Suez, les sociétés japonaises Kansai
et Sojitz et l’électricien coréen KHNP.

## Effectif
250 à 499 (donnée INSEE) en 2019